# Taimbach
Taimbach ist ein Forsthaus und ein amtlich benannter Gemeindeteil der Stadt Rödental im Taimbacher Forst.

## Geschichte
Die Siedlung wurde 1459 erstmals als „Dammbech“ erwähnt.
Die Herzogliche Forstamtaußenstelle Taimbach wurde nach 1840 mit den Forstbezirken Neukirchen und Oberwohlsbach zusammengelegt. Die Forstei betrieb auch Landwirtschaft und hatte Fischteiche sowie Gärten. Sie gehörte bis 1806 zum Amt Coburg und Gericht Lauter.
Am 1. April 1928 wurde das Taimbach nach Fornbach eingegliedert. Bis dahin war der Ort dem Schul- und Kirchensprengel Unterlauter zugeordnet.
Im Jahr 1856 hatte Taimbach 15 Einwohner, 1910 waren es 10 und 1970 noch 4. Am 1. Oktober 1966 wurde die Forstamtsaußenstelle aufgelöst. Heute ist der Gemeindeteil unbewohnt.